# Lipopolisaccaride glucosiltransferasi II
La lipopolisaccaride glucosiltransferasi II è un enzima appartenente alla classe delle transferasi, che catalizza la seguente reazione:
UDP-glucosio + lipopolisaccaride ⇄ UDP + α-D-glucosil-lipopolisaccaride
L'enzima trasferisce residui glucosidici alle catene laterali D-galattosil-D-glucosidiche del core parzialmente completo dei lipopolisaccaridi. cf. lipopolisaccaride 3-alfa-galattosiltransferasi (numero EC 2.4.1.44), lipopolisaccaride N-acetilglucosaminiltransferasi (numero EC 2.4.1.56), lipopolisaccaride glucosiltransferasi I (numero EC 2.4.1.58).